# Мірошхін Олег Семенович
Олег Семенович Мірошхін (нар. 26 жовтня 1928, місто Саратов, тепер Російська Федерація) — радянський діяч,  2-й секретар ЦК КП Казахстану, Надзвичайний і Повноважний Посол СРСР у Замбії. Член Бюро ЦК КП Казахстану в 1976—1987 роках. Член ЦК КПРС у 1981—1990 роках. Депутат Верховної ради Казахської РСР 9—11-го скликань. Депутат Верховної Ради СРСР 10—11-го скликань.

## Життєпис
У 1951 році закінчив Московський нафтовий інститут.
У 1951—1953 роках — механік, начальник цеху Кульсаринської контори буріння об'єднання «Казахстаннафта» Гур'євської області Казахської РСР.
У 1953—1968 роках — головний механік тресту «Казнафтогазрозвідка», головний механік Західно-Казахстанського геологічного управління.
Член КПРС з 1959 року.
У 1968—1970 роках — заступник начальника Західно-Казахстанського геологічного управління.
У 1970—1973 роках — завідувач промислово-транспортного відділу Гур'євського обласного комітету КП Казахстану.
У 1973—1976 роках — 2-й секретар Мангишлацького обласного комітету КП Казахстану.
17 листопада 1976 — 12 грудня 1979 року — секретар ЦК КП Казахстану.
12 грудня 1979 — 10 січня 1987 року — 2-й секретар ЦК КП Казахстану.
11 травня 1987 — 14 серпня 1990 року — Надзвичайний і Повноважний Посол СРСР у Республіці Замбія.
З 1990 року — на пенсії.

## Нагороди і звання
- орден Жовтневої Революції
- орден Трудового Червоного Прапора
- медалі
- Надзвичайний і Повноважний Посол (1987)